# 城桥镇
城桥镇，是中国上海市崇明区下属的一个镇，位于区境中部偏西南沿，是崇明区政府所在地，设县治已有400多年历史。是崇明区第一大镇和崇明区政治、经济、文化、交通和金融中心。南临长江、东与新河镇相望、西与庙镇为邻、北与港西镇、建设镇接壤，面积58平方公里。户籍人口90,550人（2008年）。镇人民政府驻星火路2号。

## 历史沿革
城桥镇为原县城与桥镇的合称。民国三十四年（1945年）9月，县城与桥镇合并为城桥镇。1993年7月，城桥乡并入。2000年12月，侯家镇并入。

### 县城
今县城原属长沙。自元至元十四年（1277年）崇明建州至明万历十四年（1586年）的300余年中，沙洲涨坍频繁，州署、县治历经六建五迁，城址先后迁过4个沙洲。明万历十一年（1583年），原在平洋沙的县城坍于水，知县何懋官决定设县治于长沙。明万历十四年（1586年）筑砖城，外筑泥城。明万历十六年（1588年）建成。城四周有城河，设东、南、西、北及东南门城门5座，东门名乐平，西门名庆成，南门名迎熏，北门名拱辰，东南门名朝阳。城墙用明朝青砖所砌。清康熙十四年（1675年）修理城门并易名，东门易名春晖，西门易名镇海，南门易名崇安，北门易名武定，东南门易名百胜。1954年起城墙陆续拆除，辟为环城马路，即今南门路、东门路、西门路及北门路，城中以八一路纵贯南北，以人民路横亘东西。

### 桥镇
桥镇位于原县城北门外。兴起于明代万历年间。当时，百岁老人张元敏在县城北关外（今中津桥路中段）捐资建造了一座大型桥梁，普渡众生，人称“张普济”，桥因此得名“普济桥”。该桥用石条叠成，俗称“大桥”，后慢慢形成集镇，被称作普济桥镇、大桥镇，简称桥镇，桥镇由此而得名。桥南至中津桥、桥东通东小港、桥西直往西小港、桥北自东河沿经长安桥至油车湾。民国时，普济桥镇和邻近的长安桥镇、中津桥镇合而为一，设三桥乡。抗战胜利后，三桥乡（桥镇）与原县城（城镇）合并为城桥镇。桥镇是旧时崇明“桥、庙、堡、浜”四大名镇之一。桥镇曾是崇明县经营花纱布业、五洋百货、南北杂货批发业、木材业等行业的一个重要商业中心。1949年初，桥镇有大小街巷70多条，大小座商、厂、坊、场以及摊贩700多户，经营60多个行业，商店林立，十分热闹。

### 城桥乡
城桥乡从东、西、北三面拱抱原县城与桥镇，呈不规则的“凹”字形，南濒长江。民国初年，此处为三桥乡，民国三十四年（1949年）7月分为环城、颂平两乡。1958年9月成立城桥人民公社，1959年分拆成城桥、城北（今港东）、港西3个公社。1974年新南横引河开成后，重新划定公社范围。1993年7月并入城桥镇。

### 侯家镇（鳌山乡）
鳌山乡位于县境中部偏西南沿，南临长江。该地原是响沙（万历中涨，又名享沙，知县张世臣改响沙）一部分，解放前名东平乡。1957年9月分属大同、城东两乡。1959年5月后称城东人民公社，因位于县城东而名。1980年11月，以境内名胜古迹金鳌山而易名鳌山人民公社。1984年改为乡，1995年2月撤乡建镇，以原乡政府所在集镇更名为侯家镇。侯家镇集镇约于明初形成村落，清康熙年间已有市集。因原有侯姓业主在响沙长泯竖河（今张网港）东侧、施翘河北侧建房定居并开店设摊，后逐渐形成集镇，故名。集镇沿张家港两侧呈东西向矩形分布。2000年12月并入城桥镇。

## 行政区划
城桥镇下辖26个居委会及14个村委会：南门居委会、花园弄居委会、新崇居委会、城中居委会、吴家弄居委会、川心街居委会、西泯沟居委会、东河沿居委会、北门社区居委会、西门南村居委会、西门北村居委会、城西居委会、东门新村居委会、玉环新村居委会、江山新村居委会、学宫新村居委会、湄洲新村居委会、观潮新村居委会、小港新村居委会、永凤居委会、怡祥居居委会、城东居委会、明珠花苑居委会、金珠居委会、海岛星城居委会、金鳌山社区居委会、城桥村村委会、马桥村村委会、运粮村村委会、新闸村村委会、元六村村委会、湾南村村委会、利民村村委会、老滧港渔村村委会、推虾港村村委会、鳌山村村委会、侯南村村委会、聚训村村委会、山阳村村委会、长兴村村委会。

## 城桥新城
城桥新城是崇明全区未来的政治、经济、文化中心，原为《上海市城市总体规划(1999-2020)》确定的11个新城之一，后在《上海市城市总体规划(2016-2040)》中被降级为“核心镇”级别，规模调整为“按不低于中等城市标准建设”。城桥新城总体布局规划形成四区的结构：以老城区为主体的新城西区、城市中心所在的新城中区、远景发展的新城东区以及老城西侧的崇明工业园区。2011年初，城桥新城行政服务中心、会议中心相继投入使用，规划展示馆也同时启动试运行。2016年起，区政府组成部门陆续从老城迁往新城中区。